# Sněm Slovenské republiky
Sněm Slovenské republiky (slovensky: Snem Slovenskej republiky), v letech 1938 až 1939 Sněm země Slovenské (slovensky: Snem Slovenskej krajiny), v roce 1939 Slovenský sněm (slovensky: Slovenský snem), byl nejvyšší zákonodárný sbor (zprvu autonomního, pak samostatného) Slovenska v letech 1938–1945.

## Historie

### Vyhlášení autonomie Slovenska
Vznikl za druhé československé republiky v rámci zavedení autonomie Slovenska v rámci Česko-Slovenska. Zřízení slovenského zákonodárného orgánu předpokládala již Pittsburská dohoda uzavřená roku 1918 mezi představiteli českých a slovenských krajanských organizací v USA. Během první československé republiky bylo ustavení slovenského sněmu jedním z hlavních požadavků slovenských autonomistů (zejména Hlinkova slovenská ľudová strana). Autonomie Slovenska byla zavedena až v pomnichovském Československu (Česko-Slovensku). Poslanecká sněmovna Národního shromáždění republiky Československé schválila příslušný ústavní zákon o autonomii Slovenské země (bez rozpravy) 19. listopadu 1938. 22. listopadu přidal svůj souhlas i Senát Národního shromáždění.

### Volby do Snemu Slovenskej krajiny v roce 1938
V rámci autonomního statutu Slovenska byl zřízen Snem Slovenskej krajiny jako nejvyšší zákonodárný sbor. 26. listopadu 1938 byly vypsány volby do tohoto sněmu s termínem voleb stanoveným na 18. prosinec 1938, přičemž ale lhůta k podání kandidátních listin byla pouze jeden den, do 27. listopadu. Tímto harmonogramem byla fakticky vyloučena volná politická soutěž, protože navíc 26. listopad připadl na neděli a v úředním listu vyšlo oznámení voleb až 27. listopadu. Ve volbách pak proto kandidovala pouze jednotná kandidátní listina formace Hlinkova slovenská ľudová strana - Strana slovenskej národnej jednoty.
Ve volbách bylo zvoleno 63 poslanců zastupujících z většiny Hlinkovu slovenskou ľudovou stranu - Stranu slovenskej národnej jednoty (do níž se předtím sloučily i další slovenské nesocialistické strany), dva poslanci reprezentovali Německou stranu a jeden poslanec Maďarskou stranu na Slovensku. Jednotná kandidátní listina získala více než 97 % všech hlasů. Volby provázely manipulace a nátlak na představitele socialistických stran, české a židovské komunity.

### Zasedání slovenského sněmu v roce 1939
Slovenský sněm se pak poprvé sešel v roce 1939 a do zániku Československa v březnu 1939 měl za sebou jen dvě schůze, z toho jedna byla formálním zahajovacím zasedáním, druhá schválila programové prohlášení třetí vlády Jozefa Tisa. Předsedou sněmu se stal Martin Sokol. Jinak slovenská autonomní vláda využívala Zmocňovací zákon a vládla pomocí vládních nařízení, bez nutnosti schvalování sněmem.
U příležitosti zahajovacího zasedání byla československá poštovní známka o hodnotě 10 Kč, na které byla vyobrazena Bratislava a  která byla vydána v roce 1936, opatřena přetiskem Otvorenie slovenského snemu 18.1.1939.
14. března 1939 Snem Slovenskej krajiny odsouhlasil vyhlášení samostatného Slovenského státu. Rozhodnutí bylo schváleno bez rozpravy a bez většího nadšení. Legionář Anton Granatier neúspěšně zorganizoval letákovou akci, kdy v kuloárech sněmu přesvědčoval poslance, aby nehlasovali za rozbití Československa.

### Fungování slovenského sněmu po roce 1939
Za slovenského státu byla faktická role sněmu nevýrazná. Podle slovenské ústavy z července 1939 byl nejvyšším zákonodárným sborem státu Snem Slovenskej republiky složený z 80 poslanců, volených ve všeobecných volbách na pět let. Ve skutečnosti byl sněm složen i nadále z poslanců zvolených v prosinci 1938 a volby se nekonaly. Když funkční období původního sněmu v roce 1943 vypršelo, bylo prodlouženo rozhodnutím samotného sněmu až do 31. prosince 1946.